# High School Musical: el musical: la serie (banda sonora)
High School Musical: el musical: la serie  es el álbum de banda sonora de la primera temporada de la serie de televisión web High School Musical: The Musical: The Series, que fue lanzado el 10 de enero de 2020 por Walt Disney Records. El programa en sí se distribuyó por primera vez en el servicio de streaming Disney+ a partir del 12 de noviembre de 2019; después de una transmisión simultánea previa en ABC, Disney Channel y Freeform el 8 de noviembre de 2019.
La banda sonora de la serie presenta nuevas canciones y versiones de canciones de la película original High School Musical.

## Antecedentes y composición
El creador de la serie Tim Federle realizó originalmente High School Musical: The Musical: The Series para Disney+ con la idea de desarrollar canciones originales para complementar el catálogo de la franquicia. La primera temporada contiene diez canciones originales, con una nueva pieza musical presentada en cada episodio.

### Composición
La banda sonora presenta nuevas grabaciones de canciones de la película original de High School Musical; «Start of Something New», «What I've Been Looking For», «Breaking Free», «Stick to the Status Quo», «Bop to the Top», «When There Was Me and You» y «We're All in This Together». Las canciones fueron «renovadas» para la serie. Steve Vincent, quien trabajó en las películas originales, se desempeñó como supervisor musical de la serie y contrató a varios compositores para que escribieran música EXTRA nueva. También recibió presentaciones de compositores con sede en Los Ángeles. La integrante del elenco Olivia Rodrigo escribió una canción original para la serie, «All I Want»; y coescribió «Just for a Moment» con Joshua Bassett y el productor musical Dan Book.
Lucas Grabeel, quien interpretó a Ryan Evans en las películas originales, aparece como artista destacado en la canción «Role of a Lifetime» junto al miembro del elenco Kate Reinders. Federle confirmó que un miembro del elenco de la película original haría un cameo en la serie a través de una secuencia de fantasía.
Kelly Lawler de USA Today sugirió que las canciones originales hacen eco de «música pop de alta energía de 2019», en referencia a «I Think I Kinda, You Know» y «Wondering».

### Canciones y contenido lírico
La canción «I Think I Kinda, You Know» detalla la relación entre los personajes Nini y Ricky. Rodrigo explicó: «fue la canción que Nini tocó para Ricky antes de que se separaran». «Wondering» es un dúo de piano interpretado en serie por Nini y Ashlyn, escrito para ser potencialmente incluido en su versión del musical. En cuanto a «All I Want» las letras se relacionan con la relación romántica de Nini con Ricky y EJ. «Born to Be Brave» se describe como una canción «enriquecedora» que se parece a «We're All in This Together» de la película original. «A Billion Sorrys» es una canción escrita por EJ en la serie como una disculpa a Nini por robar su teléfono y leer sus mensajes.

## Promoción

### Lanzamiento
La primera canción de la banda sonora, «The Medley, The Mashup» fue lanzada como sencillo el 1 de noviembre de 2019, con un vídeo musical en la cuenta de YouTube DisneyMusicVEVO. La pista se presenta como un mashup de las canciones de la película original.
Los pedidos anticipados para la banda sonora se abrieron el 8 de noviembre de 2019. En el período previo al lanzamiento del álbum, pistas seleccionadas se pusieron a disposición semanalmente para correlacionarse con los episodios que se distribuyen. Después de la emisión previa de la serie, se lanzaron las canciones «I Think I Kinda, You Know» (dueto) y «Start of Something New» (versión de Nini). El 12 de noviembre, «Wondering» fue lanzado al mismo tiempo que el programa se estrenó en Disney+. Fue seguido por «A Billion Sorrys», que se agregó al prelanzamiento el 19 de noviembre, y el lanzamiento de «What I've Been Looking For» (versión Nini y EJ) y «All I Want» el 26 de noviembre. «Born to Be Brave» se puso a disposición el 3 de diciembre, seguido de «When There was Me and You» (versión de Ricky) y «Truth, Justice and Songs in Our Key» el 10 de diciembre, y «Out of the Old» el 17 de diciembre. El 24 de diciembre, «Role of a Lifetime» fue lanzado, mientras que «Just for a Moment» y las versiones de presentación de «Get'cha Head in the Game» y «Stick to the Status Quo» se agregaron a la banda sonora el 31 de diciembre.

### Espectáculos en vivo
El elenco de High School Musical: The Musical: The Series interpretó «Start of Something New» y «We're All in This Together» en la D23 Expo el 23 de agosto de 2019 y en Good Morning America el 8 de noviembre de 2019.

## Recepción
Megan Vick de TV Guide elogió las habilidades vocales de Rodrigo y Julia Lester en la canción «Wondering».

## Listado de pistas
La lista de pistas está adaptada de Apple Music.

| N.º     | Título                                                   | Escritor(es)                                                           | Intérprete(s)                                          | Duración |  |
| 1.      | «I Think I Kinda, You Know» (versión de Nini)            | Michael Weiner Alan Zachary                                            | Olivia Rodrigo                                         | 1:16     |  |
| 2.      | «Start of Something New» (versión de Nini)               | Matthew Gerrard Robbie Nevil                                           | Rodrigo                                                | 1:41     |  |
| 3.      | «I Think I Kinda, You Know» (versión de Ricky)           | Weiner Zachary                                                         | Joshua Bassett                                         | 1:57     |  |
| 4.      | «Start of Something New» (versión de EJ)                 | Gerrard Nevil                                                          | Matt Cornett                                           | 0:36     |  |
| 5.      | «Start of Something New» (versión de Gina)               | Gerrard Nevil                                                          | Sofia Wylie                                            | 1:18     |  |
| 6.      | «I Think I Kinda, You Know» (dueto)                      | Weiner Zachary                                                         | Rodrigo Bassett                                        | 2:52     |  |
| 7.      | «Wondering»                                              | Josh Cumbee Jordan Powers                                              | Rodrigo Julia Lester                                   | 3:45     |  |
| 8.      | «Wondering» (versión de piano de Ashlyn y Nini)          | Cumbee Powers                                                          | Rodrigo Lester                                         | 2:30     |  |
| 9.      | «Stick to the Status Quo» (ensayo)                       | David Lawrence Faye Greenberg                                          | Elenco de High School Musical: The Musical: The Series | 0:43     |  |
| 10.     | «A Billion Sorrys»                                       | Jeannie Lurie Gabriel Mann                                             | Cornett                                                | 1:48     |  |
| 11.     | «What I've Been Looking For» (versión de Nini y EJ)      | Andy Dodd Adam Watts                                                   | Rodrigo Cornett                                        | 2:05     |  |
| 12.     | «All I Want»                                             | Rodrigo                                                                | Rodrigo                                                | 2:57     |  |
| 13.     | «Bop to the Top» (versión de Nini y Kourtney)            | Randy Petersen Kevin Quinn                                             | Rodrigo Dara Reneé                                     | 0:35     |  |
| 14.     | «Born to Be Brave»                                       | Tova Litvin Doug Rockwell                                              | Elenco de High School Musical: The Musical: The Series | 3:09     |  |
| 15.     | «When There Was Me and You» (versión de Ricky)           | Jamie Houston                                                          | Bassett                                                | 1:38     |  |
| 16.     | «Truth, Justice and Songs in Our Key»                    | Lurie Mann                                                             | Elenco de High School Musical: The Musical: The Series | 2:17     |  |
| 17.     | «Out of the Old»                                         | Cumbee Powers                                                          | Rodrigo                                                | 2:48     |  |
| 18.     | «Role of a Lifetime» (con Lucas Grabeel)                 | Lurie Mann                                                             | Kate Reinders Lucas Grabeel                            | 3:07     |  |
| 19.     | «Get'cha Head in the Game»                               | Raymond Cham Greg Cham Andrew Seeley                                   | Elenco de High School Musical: The Musical: The Series | 2:21     |  |
| 20.     | «Stick to the Status Quo» (actuación)                    | Lawrence Greenberg                                                     | Elenco de High School Musical: The Musical: The Series | 1:57     |  |
| 21.     | «Just for a Moment»                                      | Bassett Dan Book Rodrigo [ 5 ]                                         | Rodrigo Bassett                                        | 3:17     |  |
| 22.     | «Breaking Free» (versión de Nini, Ricky y EJ)            | Houston                                                                | Rodrigo Bassett Cornett                                | 2:37     |  |
| 23.     | «We're All in This Together»                             | Gerrard Nevil                                                          | Elenco de High School Musical: The Musical: The Series | 3:52     |  |
| 24.     | «We're All in This Together» (llamada a escena)          | Gerrard Nevil                                                          | Elenco de High School Musical: The Musical: The Series | 2:26     |  |
| 25.     | «I Think I Kinda, You Know» (versión de vídeo acústico)  | Weiner Zachary                                                         | Elenco de High School Musical: The Musical: The Series | 2:48     |  |
| 26.     | «Wondering» (versión de vídeo acústico)                  | Cumbee Powers                                                          | Elenco de High School Musical: The Musical: The Series | 3:42     |  |
| 27.     | «Born to Be Brave» (versión de vídeo acústico)           | Litvin Rockwell                                                        | Elenco de High School Musical: The Musical: The Series | 3:24     |  |
| 28.     | «We're All in This Together» (versión de vídeo acústico) | Gerrard Nevil                                                          | Elenco de High School Musical: The Musical: The Series | 3:51     |  |
| 29.     | «The Medley, The Mashup»                                 | Raymond Cham Greg Cham Gerrard Greenberg Houston Lawrence Nevil Seeley | Elenco de High School Musical: The Musical: The Series | 2:57     |  |
| 30.     | «We're All in This Together» (canto de los Linces)       | Gerrard Nevil                                                          | Elenco de High School Musical: The Musical: The Series | 0:35     |  |
| 31.     | «Bop to the Top» (Instrumental)                          | Petersen Quinn                                                         | (Instrumental)                                         | 1:36     |  |
| 32.     | «Stick to the Status Quo» (Instrumental)                 | Lawrence Greenberg                                                     | (Instrumental)                                         | 0:33     |  |
| 33.     | «I Think I Kinda, You Know» (Instrumental)               | Weiner Zachary                                                         | (Instrumental)                                         | 2:52     |  |
| 34.     | «Wondering» (Instrumental)                               | Cumbee Powers                                                          | (Instrumental)                                         | 3:44     |  |
| 35.     | «A Billion Sorrys» (Instrumental)                        | Jeannie Lurie Gabriel Mann                                             | (Instrumental)                                         | 1:48     |  |
| 36.     | «All I Want» (Instrumental)                              | Rodrigo                                                                | (Instrumental)                                         | 2:56     |  |
| 37.     | «Born to Be Brave» (Instrumental)                        | Litvin Rockwell                                                        | (Instrumental)                                         | 3:09     |  |
| 38.     | «Truth, Justice and Songs in Our Key» (Instrumental)     | Lurie Mann                                                             | (Instrumental)                                         | 2:16     |  |
| 39.     | «Out of the Old» (Instrumental)                          | Cumbee Powers                                                          | (Instrumental)                                         | 2:48     |  |
| 40.     | «Role of a Lifetime» (Instrumental)                      | Lurie Mann                                                             | (Instrumental)                                         | 3:07     |  |
| 41.     | «Just for a Moment» (Instrumental)                       | Bassett Dan Book Rodrigo [ 5 ]                                         | (Instrumental)                                         | 3:18     |  |
| 1:38:51 |                                                          |                                                                        |                                                        |          |  |

## Posiciones
| Lista (2020)                       | Posición pico |
| ---------------------------------- | ------------- |
| Australian Digital Albums (ARIA)   | 22            |
| Canadá (Billboard Canadian Albums) | 38            |
| Billboard 200 (EE. UU.)            | 31            |
| Rolling Stone Top 200 (EE. UU.)    | 151           |

### Sencillos
«All I Want» apareció en el puesto #80 en el gráfico diario de reproducción de Spotify de EE. UU. el 5 de enero de 2020, acreditado con 307,449 reproducciones. La canción también alcanzó el puesto #35 en la lista de descargas de iTunes de EE. UU., y ganó popularidad a través de la aplicación TikTok. Alcanzó su punto máximo en la lista de Billboard Emerging Artists en el puesto #11, en la lista Digital Song Sales en el #48 y en la lista de Bubbling Under Hot 100 en el #18. Después del éxito inicial, la canción hizo su debut en la lista Billboard Hot 100 de Estados Unidos en el #90, y en Canadá en el #83 en enero.
El 16 de enero de 2020 hizo su debut en la lista Official Charts de Reino Unido y alcanzó su pico en la posición #32.